# Atco Records
Atco Records es una compañía discográfica estadounidense subsidiaria de Atlantic Records, Warner Bros. Records, Rhino Entertainment y East West Records y que opera ahora a través de Rhino Entertainment.

## Historia
- La Grabadora Atco Records fue fundada en 1955 por Herb Abramson, como un subsello de Atlantic Records, con la intención de cubrir aquellos grupos y artistas que Atlantic no podía contratar a causa de su estilo musical, ya que hasta 1968 Atlantic solo firmaba con grupos y artistas que practicaban jazz, blues, soul y R&B. Además, Atco se encargaba de contratar a todos los artistas no afroamericanos. El nombre de Atco Records es simplemente una abreviatura de ATlantic COrporation.
- En 1964, Atco editó el Sencillo "Ain't She Sweet" de los Beatles en los Estados Unidos, que llegó al puesto 19 de la lista del Billboard en agosto de 1964. Siguiendo el tirón, publicó el disco Ain't She Sweet con canciones de los Beatles, Tony Sheridan y versiones de canciones de grupos de la invasión británica interpretados por los Swallows.
- En la década de 1980, Atco funcionó como distribuidora de los sellos RSO Records, Rolling Stones Records, Volt Records y Ruthless Records.
- El último número uno publicado por Atco Records fue "If Wishes Came True" de Sweet Sensation en 1990. Un año después, Atlantic Records fusionó Atco con East West Records, quedando como Atco/Eastwest Records. En 1993 se eliminó "Atco", quedando simplemente como Eastwest Records. Desde entonces, el logo de Atco y su nombre solo se han visto en reediciones de material antiguo.
- Sin embargo, en el año 2006 Atlantic Records recuperó Atco uniéndolo con Rhino Entertainment, colocando como máximo mandatario de la firma a Karen Ahmet, antigua directiva de Warner, y con base en Los Ángeles.

## Artistas de Atco Records
- AC/DC
- Steve Arrington / Steve Arrington's Hall Of Fame
- Grand Funk Railroad
- The Beatles (EE. UU.)
- Ginger Baker (Ginger Baker's Air Force) (EE. UU.)
- Bee Gees (EE. UU.)
- Mr. Acker Bilk
- Blind Faith (EE. UU.)
- Blue Magic
- Buffalo Springfield
- The Capitols
- Change
- Eric Clapton (EE. UU.)
- The Coasters
- Derek and the Dominoes
- Arthur Conley
- Cream (EE. UU.)
- Bobby Darin
- Spencer Davis Group (EE. UU.)
- Dr. John
- Dream Theater
- Julie Driscoll, Brian Auger & The Trinity
- Bent Fabric
- Fatback
- The Fireballs
- Genesis (EE. UU./Canadá)
- R.B. Greaves
- Tim Hardin
- Donny Hathaway
- Jorgen Ingmann
- INXS (EE. UU./Canadá)
- Scarlett Johansson
- Iron Butterfly (EE. UU.)
- Deon Jackson
- Ben E. King
- King Curtis
- Last Words
- Loudness
- Lulu (EE. UU.)
- Pantera
- Michel'le
- Pat & The Satelites
- The Persuaders
- Ratt
- Otis Redding (Volt & Atco)
- Bob Rivers (Critique & Atco)
- The Robins
- The Rose Garden
- Shadows Of Knight (Dunwich & Atco)
- Slave
- Sonny & Cher
- The System
- Tangiers
- Nino Tempo & April Stevens
- Pete Townshend (EE. UU.)
- The Troggs (EE. UU.)
- Vandenburg
- Vanilla Fudge
- Dee Dee Warwick
- SinRaiz
- Yes
- Jive Bunny and the Master Mixers
- The New York Rock and Roll Ensemble

- Datos: Q585643